# La stanza dello scirocco
La stanza dello scirocco è un film del 1998 diretto da Maurizio Sciarra. 
La pellicola è tratta dall'omonimo romanzo di Domenico Campana del 1986.

## Trama
Un anziano marchese, perseguitato dal fascismo, ritorna in patria per poter vendere una proprietà. Al suo arrivo nell'incendio del suo palazzo muore il suo maggiordomo. Per non subire le persecuzioni, il Marchese di Acquafurata decide di sostituirsi a lui per poter portare a termine indisturbato il suo piano. Il Partito fascista vorrebbe appropriarsi del palazzo. Ma invece il Marchese, complice il notaio Spatafora, fa ritrovare un falso testamento in cui si regala il palazzo alla coppia più povera del paese.
Entrano in possesso del palazzo due giovani sposi, Vincenzo Labate e sua moglie Rosalia. La bellezza e la ritrosia della giovane donna fanno innamorare l'anziano marchese, che dopo la partenza del marito, confessa il suo amore a Rosalia. La casa ha nel sottosuolo una stanza dello scirocco, sulla quale aleggia una leggenda. Costruita da architetti arabi, si dice che gridando tre volte al suo interno, tutto il palazzo crollerà, senza lasciare scampo ai nemici.
Nella stanza si consuma il folle amore tra i due, fino a che i genitori di lei, che hanno subodorato i sentimenti della figlia per il Marchese, non la costringono a lasciare il palazzo per tornare a casa loro. Il Marchese la insegue, le dice che l'aspetterà nella stanza dello scirocco, e da lì la porterà con sé a Parigi, dopo aver beffato i suoi inseguitori fascisti. Ma l'attesa è vana. Al Marchese, in preda al deliro, sembra di sentire la voce della giovane, le urla il suo amore per tre volte, e il palazzo gli crolla addosso. Oramai disilluso, l'uomo va verso la fuga, al mare lo aspetta un motoscafo che lo porterà in salvo. Ma proprio lì troverà Rosalia, e insieme fuggiranno verso la libertà.

## Costi e incassi
Il film si rivelò un colossale flop al botteghino: a fronte di un finanziamento statale di 1.414.058€, incassò appena 128.000 €.

## Riconoscimenti
- 1998 - Annecy cinéma italien
  - Miglior film
- 1998 - Nastro d'argento
  - Migliore attore Giancarlo Giannini
  - Migliore colonna sonora Eugenio Bennato
- 1998 - Festival internazionale di Valencia
  - Palmera de Plata
  - Migliore fotografia Arnaldo Catinari